# Рамуш, Рафаэл
Рафаэ́л Анто́ниу Фигейре́ду Ра́муш (порт.-браз. Rafael António Figueiredo Ramos; род. 9 января 1995, Сейя, Seia, São Romão e Lapa dos Dinheiros) — португальский футболист, защитник клуба «Коринтианс», выступающий на правах аренды за клуб «Сеара»

## Биография

### Ранние годы
Родился в городе Санта-Маринья, Сея. До 2012 года выступал в академии «Спортинга». В 2013 году стал игроком «Реал Келуш», а после этого выступал за академию Бенфики (до 19) и участвовал в юношеской лиге УЕФА 2013/2014. 5 мая 2014 года подписал новый контракт с «Бенфикой» до 2020 года.

### «Орландо Сити»
8 июля 2014 года вместе с одноклубником Эштрелой стал игроком «Орландо Сити» и подписал контракт 31⁄2 года.
Дебютировал 23 августа 2014 года в матче против «Ричмонд Кикерс». 8 марта 2015 года принял участие в первой игре «Орландо Сити» в MLS против «Нью Йорк Сити».
Я думаю, два новых игрока провели выдающийся матч, учитывая, что они не играли две недели. Их вклад в игру был огромен.Эдриан Хит
В матчах против «Коламбус Крю» и «Торонто» дважды получил красную карточку. 4 июня 2017 года впервые за 12 месяцев появился на поле из-за травмы подколенного сухожилия и был удалён на 26-й минуте матча против «Чикаго Файр».

### «Чикаго Файр»
18 января 2018 года Рамуш перешёл в «Чикаго Файр» в обмен на Камерона Линдли и $100 тыс. долларов в целевых распределительных средствах. Дебютировал за клуб 17 марта в проигранном матче против «Миннесоты Юнайтед».

### «Твенте»
6 августа 2018 года клуб объявил о досрочном расторжении контракта с игроком по обоюдному согласию сторон. В тот же день игрок подписал однолетний контракт с голландским клубом «Твенте» с опцией продления на один сезон. В сезоне 2018/2019 помог клубу вернутся в Эредивизию.

### «Санта-Клара»
2 июля 2019 года стал игроком португальской «Санта-Клары».

### «Коринтианс»
12 апреля 2022 года подписал двухлетний контракт с «Коринтиансом». Дебютировал в победном матче чемпионата Бразилии против «Аваи».

### «Сеара»
16 февраля 2024 года отправился в аренду в «Сеару» до конца сезона 2024.